# Nécrose (pathologie végétale)
En pathologie végétale, la nécrose (du grec νεκρός, nekrós, « mort ») est un  symptôme de  maladie des plantes caractérisé par la mort prématurée des cellules d'un tissu ou d'un organe. 
La nécrose est causée par des facteurs externes à la plante, comme une infection par un agent phytopathogène, des toxines ou un traumatisme. C'est la différence avec l'apoptose, qui est une cause naturelle de mort cellulaire. La zone nécrotique apparaît sèche, blanchâtre, brune, grisâtre ou rougeâtre.
La nécrose affaiblit la plante et la rend plus sensible à d'autres maladies et ravageurs. Certaines maladies des plantes causées par un agent spécifique ont le mot « nécrose » dans leur nom, comme la nécrose de la moelle de la tomate (ou moelle noire de la tomate). Cependant, la nécrose est généralement considérée comme un symptôme plutôt qu'une maladie.
La nécrose de l'écorce des tige et branches peut provoquer deux types de symptômes : chancre et anthracnose. Le chancre est une lésion nécrotique, généralement déprimée, entourée de tissus sains. L'anthracnose est un autre type de nécrose qui ressemble à un ulcère déprimé sur la tige ou même sur le fruit.
Lorsque la nécrose se produit à la base des tiges dans les premiers stades de croissance, elle provoque la mort de la plante, comme cela se produit dans la maladie dite « fonte des semis ».
Les lésions nécrotiques sur les feuilles provoquent des taches foliaires, dans lesquelles les cellules s'effondrent, leur contenu dégénère et la partie tissulaire affectée diminue de taille et s'assombrit. La zone centrale de la tache foliaire contient des cellules mortes et la zone périphérique de la tache contient encore des cellules vivantes mais endommagées par les toxines libérées par l'agent pathogène ou par les produits métaboliques des cellules de la zone centrale.